# Szyce (rejon szarkowszczyński)
Szyce (biał. Шыці; ros. Шити) – agromisteczko na Białorusi, w obwodzie witebskim, w rejonie szarkowszczyńskim, w sielsowiecie Jody.
Siedziba parafii prawosławnej; znajduje się tu cerkiew pw. św. Mikołaja Cudotwórcy.

## Historia
W czasach zaborów wieś w powiecie dzisieńskim, w guberni wileńskiej Imperium Rosyjskiego, pod koniec XIX wieku należała do dóbr Mikołajów, własność Łopacińskich
W latach 1921–1945 wieś leżała w Polsce, w województwie wileńskim, w powiecie dziśnieńskim (od 1926 w powiecie brasławskim), w gminie Jody.
Według Powszechnego Spisu Ludności z 1921 roku zamieszkiwało tu 139 osób, wszystkie były wyznania prawosławnego. Jednocześnie 4 mieszkańców zadeklarowało polską a 134 białoruską przynależność narodową. Było tu 30 budynków mieszkalnych. W 1931 w 31 domach zamieszkiwały 164 osoby.
Wierni należeli do parafii prawosławnej w Jodach. Miejscowość podlegała pod Sąd Grodzki w Brasławiu i Okręgowy w Wilnie; właściwy urząd pocztowy mieścił się w Jodach.
W wyniku napaści ZSRR na Polskę we wrześniu 1939 miejscowość znalazła się pod okupacją sowiecką. 2 listopada została włączona do Białoruskiej SRR. Od czerwca 1941 roku pod okupacją niemiecką. W 1944 miejscowość została ponownie zajęta przez wojska sowieckie i włączona do Białoruskiej SRR.
Od 1991 w składzie niepodległej Białorusi.